# Mordellistena neuwaldeggiana
Mordellistena neuwaldeggiana là một loài bọ cánh cứng trong họ Mordellidae. Loài này được Panzer miêu tả khoa học năm 1796.

## Hình ảnh

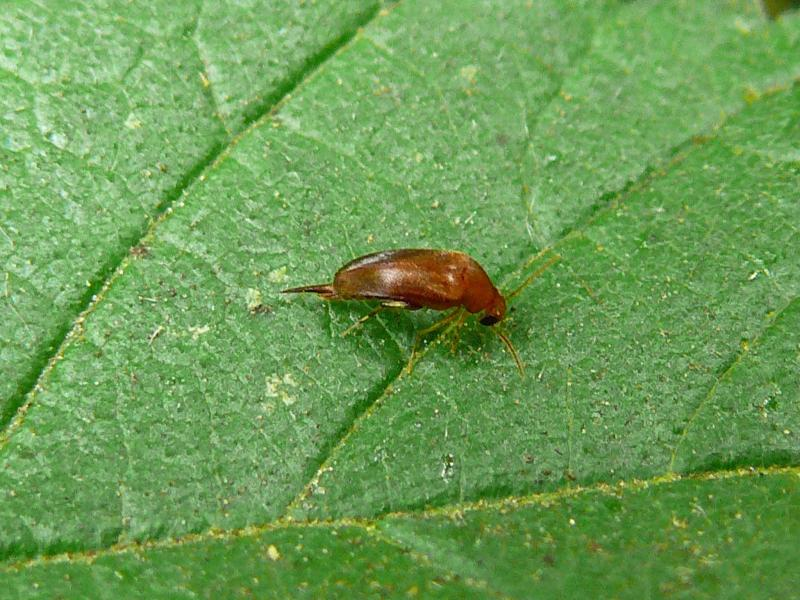
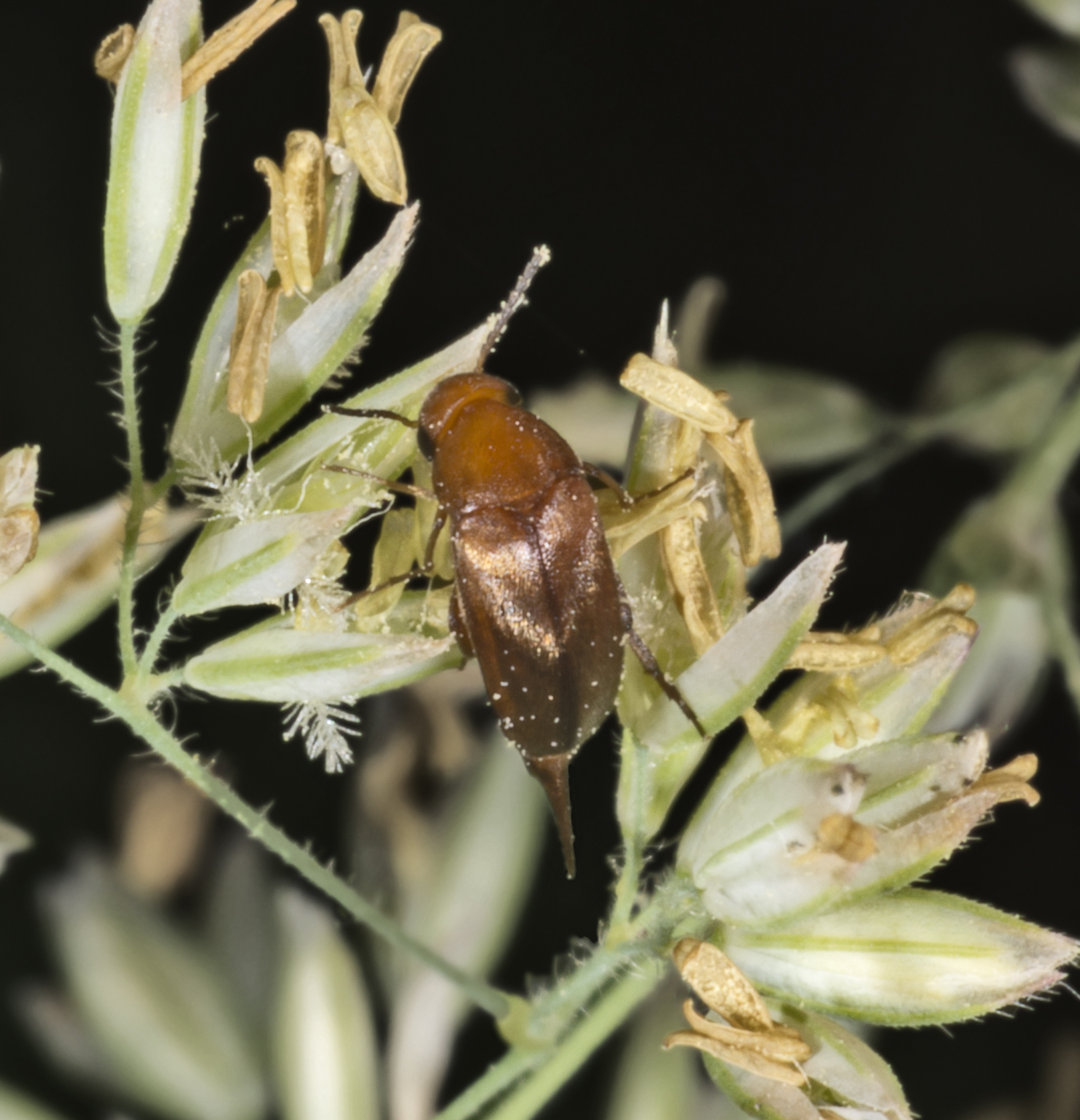